# Patrik Ouředník

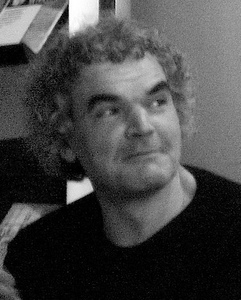
Patrik Ouředník

Patrik Ouředník (Praag, 1957) is een Tsjechisch schrijver.

## Biografie
Patrik Ouředník bracht zijn jeugd door in het Tsjechoslowakije van de jaren 70, toen de ‘normalisering’ een eind had gemaakt aan de hooggestemde verwachtingen van de Praagse Lente.  Hij ondertekende in 1979 een petitie voor de vrijlating van politieke gevangenen en was uitgever van samizdat. Nadat hem wegens ‘ideologische non-conformiteit’ een verbod op het volgen van universitaire studies was opgelegd, ging hij in 1984 in vrijwillige ballingschap naar Frankrijk, waar hij sindsdien leeft. 

## Oeuvre
Ouředník is de auteur van een vijftiental werken, waaronder romans, poëzie, essays, woordenboeken en pastiches. Ook heeft hij een omvangrijk vertaaloeuvre op zijn naam staan, met vertalingen in het Tsjechisch van onder meer François Rabelais, Alfred Jarry, Raymond Queneau, Samuel Beckett, Henri Michaux, Claude Simon en Boris Vian. 
Het werk van Ouředník getuigt van een obsessie met clichés, vooroordelen en stereotypes, die naar zijn opvatting ‘de waarheid van een tijd’ uitdrukken. Ouředníks zoektocht naar nog onontgonnen literaire genres en zijn speelse, satirische geest maken hem tot een voor een groot deel van de literaire kritiek ongrijpbaar auteur. 
Ouředníks Europeana. Een zeer korte geschiedenis van de twintigste eeuw, een bijtende deconstructie van het historische geheugen, werd in Tsjechië verkozen tot ‘Boek van het Jaar’ en door The Guardian gerekend tot ‘The Decade’s Best Books’. Het is vertaald in 37 talen. Voor de in 2003 gepubliceerde Nederlandse vertaling tekende Edgar de Bruin. In 2012 verscheen van de vertaling een herdruk.
In Příhodná chvíle, 1855 (2006) [Het geschikte moment, 1855], dat ‘Boek van het Jaar’ was in Italië, vertelt Ouředník over de stichting van een egalitaire kolonie van naar Brazilië uitgeweken communisten en anarchisten. De ontsporing van het project gaat gelijk op met de ontsporing van de vertelling. Het boek is in een dozijn talen vertaald; een Nederlandse vertaling verscheen in 2013.